# Thomas Picton
Sir Thomas Picton (n. august 1758, d. 18 iunie 1815) a fost un general britanic născut în Țara Galilor.
1. 1 2  Thomas Picton, Find a Grave, accesat în 9 octombrie 2017
2. 1 2  Thomas Picton, SNAC, accesat în 9 octombrie 2017
3. 1 2  Lt.-Gen. Sir Thomas Picton, The Peerage
4. 1 2 3  The Peerage
5. ↑   http://www.historyofparliamentonline.org/volume/1790-1820/member/picton-sir-thomas-1758-1815 Lipsește sau este vid: |title= (ajutor)